# Имение на улица „Павлос Мелас“ № 17
Имението на улица „Павлос Мелас“ № 17 (на гръцки: Μέγαρο στην «Παύλου Μελά» 17) е емблематична сграда в град Солун, Гърция.

## Местоположение
Имението е разположено на улица „Павлос Мелас“ № 17.

## История
Сградата е построена в 1930 година по проекти на гръцкия инженер Александрос Дзонис и архитект Леонидас Палеологос. Зданието е обявено за защитен паметник в 2016 година.

## Архитектура
В архитектурно отношение е забележителна еклектична сграда с елементи в стил ар деко. Състои се от партер, горен етаж и три етажа. Централната ос на лицето е изпъкнала, създавайки вертикална, непрекъсната дъга със своите извити страни и отвори и в трите отделни плоскости. Фасадата е организирана в симетрични вертикални оси, като горната им част завършва с фронтони. Фронтонът в центъра на фасадата е особено подчертан с арковата декоративна рамка върху покритието. Забележителни характеристики са балюстрадите на балконите, декоративните линейни елементи в арката (отварящи се рамки, корнизи), декоративната рамка на короната на сградата, която изпъква, следвайки стила на фасадата с богатата си релефна декорация.